# Oxynoemacheilus zagrosensis
Oxynoemacheilus zagrosensis és una espècie de peix pertanyent a la família dels balitòrids i a l'ordre dels cipriniformes.

## Etimologia
L'epítet zagrosensis fa referència al seu lloc d'origen: les muntanyes del Zagros al Kurdistan.

## Descripció
El cos (robust, allargat i amb una mena de gepa) fa 6,1 cm de llargària màxima. 10-11 radis tous a l'única aleta dorsal i 7-9 a l'anal. 32-34 vèrtebres. 11-12 radis tous a les aletes pectorals i 7-8 a les pelvianes. Aleta dorsal amb, normalment, 8 radis ramificats. Aleta caudal més o menys truncada. Absència d'aleta adiposa. Línia lateral completa. Crestes adiposes feblement desenvolupades al peduncle caudal. Patró de color reticulat. La longitud de les aletes parelles no és significativament diferent entre tots dos sexes, però són força més arrodonides en els mascles que en les femelles. Els mascles, durant la temporada de reproducció, presenten tubercles diminuts al musell, l'opercle, la regió occipital del cap, les membranes branquiòstegues, l'istmus, el pit, les aletes parelles i davant de l'aleta dorsal.

## Hàbitat i distribució geogràfica
És un peix d'aigua dolça, demersal i de clima subtropical, el qual és un endemisme de la conca del riu Choman al Kurdistan.

## Observacions
És inofensiu per als humans i el seu índex de vulnerabilitat és baix (15 de 100).